# Niels Anker Kofoed
Niels Anker Kofoed, né le 21 février 1929 à Bodilsker (Danemark) et mort le 6 mai 2018, est un homme politique danois membre du parti Venstre, ancien ministre, ancien député au Parlement (le Folketing) et ancien député européen (1975-1978 et 1989-1999).